# Mikael Viborg
Mikael Sven Gustav Viborg, född 6 augusti 1982 i Köping, Västmanland, är en svensk jurist, entreprenör och yttrandefrihetsaktivist. Han driver internetleverantören PRQ som har varit webbhotell åt WikiLeaks, The Pirate Bay och den tjetjenska nyhetssajten Kavkaz Center. Han var en av medgrundarna till Piratpartiet, men lämnade sitt engagemang i samband med partiets formella bildande.
Mikael Viborg har varit juridiskt ombud åt bland annat Wikileaks, Sverigedemokraterna och The Pirate Bay. Under tillslaget mot The Pirate Bay 2006 inledde kammaråklagare Håkan Rosvall en förundersökning mot Mikael Viborg om misstänkt medhjälp till brott mot upphovsrättslagen. Han friades dock från alla misstankar efter förhör.
Mikael Viborg har en juristexamen (jur.kand.) från Uppsala universitet. 